# Греко-римская борьба на летних Олимпийских играх 1936 — свыше 87 кг
Соревнования по греко-римской борьбе в рамках Олимпийских игр 1936 года в тяжёлом весе (свыше 87 килограммов) прошли в Берлине с 6 по 9 августа 1936 года в «Германском Зале». 
Турнир проводился по системе с начислением штрафных баллов. За чистую победу штрафные баллы не начислялись, за победу по очкам борец получал один штрафной балл, за поражение по очкам со счётом 2-1 два штрафных балла, за поражение со счётом 3-0 или чистое поражение — три штрафных балла. Борец, набравший пять штрафных баллов, из турнира выбывал. Тот круг, в котором число оставшихся борцов становилось меньше или равно количеству призовых мест, объявлялся финальным, и борцы, вышедшие в финал, проводили встречи между собой. В случае, если они уже встречались в предварительных встречах, такие результаты зачитывались. Схватка по регламенту турнира продолжалась 20 минут.
В тяжёлом весе боролись 12 участников. Фаворитом соревнований был немецкий борец Курт Хорнфишер, чемпион Европы 1933—1935 годов и ожидалось, что именно он и победит на Олимпиаде, тем более в родных стенах. Он действительно добрался до финала, где путь ему преградил эстонец Кристиан Палусалу, который почти не был известен на международной арене (единственный раз выступал на чемпионате Европы, где был четвёртым). Палусалу победил Хорнфишера единогласным решением, что принесло Хорнфишеру три штрафных балла, что в сумме с имеющимися, составило пять. Таким образом, пропускавшему первую финальную встречу шведу Юну Нюману с тремя штрафными баллами, было не с кем бороться, так как с Палусалу он уже встречался и проиграл — и за счёт этого поражения Нюман остался вторым, Палусалу стал чемпионом олимпийских игр, а Хорнфишер остался с «бронзой». 
Кристиан Палусалу завоевал второе олимпийское «золото» (до этого он победил и в вольной борьбе), и это является единственным случаем в тяжёлом весе за всю историю олимпийской борьбы.  

## Призовые места
- Кристиан Палусалу
- Юн Нюман
- Курт Хорнфишер

## Первый круг
| Штрафных баллов | Участник 1        | Результат   | Участник 2         | Штрафных баллов |
| --------------- | ----------------- | ----------- | ------------------ | --------------- |
| 0               | Йозеф Клапух      | Туше (3:05) | Альбертс Звейниекс | 3               |
| 0               | Курт Хорнфишер    | Туше (3:53) | Стеван Надь        | 3               |
| 1               | Алеардо Донати    | 2-1         | Мехмет Чобан       | 3               |
| 0               | Ялмар Нюстрём     | Туше (3:32) | Петер Ларсен       | 3               |
| 0               | Кристиан Палусалу | Туше (8:41) | Эдуард Шёлль       | 3               |
| 0               | Юн Нюман          | Туше (6:51) | Золтан Кондоросси  | 3               |

## Второй круг
| Штрафных баллов | Участник 1         | Результат    | Участник 2        | Штрафных баллов |
| --------------- | ------------------ | ------------ | ----------------- | --------------- |
| 3               | Альбертс Звейниекс | Туше (15:44) | Стеван Надь       | 6               |
| 1               | Курт Хорнфишер     | 3-0          | Йозеф Клапух      | 3               |
| 1               | Ялмар Нюстрём      | 3-0          | Алеардо Донати    | 4               |
| 3               | Мехмет Чобан       | Туше (5:58)  | Петер Ларсен      | 6               |
| 0               | Кристиан Палусалу  | Туше (10:36) | Золтан Кондоросси | 6               |
| 0               | Юн Нюман           | Туше (12:05) | Эдуард Шёлль      | 6               |

## Третий круг
| Штрафных баллов | Участник 1        | Результат          | Участник 2         | Штрафных баллов |
| --------------- | ----------------- | ------------------ | ------------------ | --------------- |
| 2               | Курт Хорнфишер    | 3-0                | Альбертс Звейниекс | 6               |
| 4               | Алеардо Донати    | Неявка (опоздание) | Йозеф Клапух       | 6               |
| 3               | Мехмет Чобан      | 2-1                | Ялмар Нюстрём      | 3               |
| 1               | Кристиан Палусалу | 3-0                | Юн Нюман           | 3               |

## Четвёртый круг
| Штрафных баллов | Участник 1        | Результат    | Участник 2     | Штрафных баллов |
| --------------- | ----------------- | ------------ | -------------- | --------------- |
| 2               | Курт Хорнфишер    | Туше (1:07)  | Алеардо Донати | 6               |
| 2               | Кристиан Палусалу | 3-0          | Мехмет Чобан   | 6               |
| 3               | Юн Нюман          | Туше (15:47) | Ялмар Нюстрём  | 6               |

## Финал
| Штрафных баллов | Участник 1        | Результат | Участник 2     | Штрафных баллов |
| --------------- | ----------------- | --------- | -------------- | --------------- |
| 3               | Кристиан Палусалу | 3-0       | Курт Хорнфишер | 5               |
| 3               | Юн Нюман          | Пропускал |                |                 |